# Chiung Yao
Chiung Yao (Chengdu, 20 de abril de 1938-Tamsui, Taipéi, 4 de diciembre de 2024) fue una escritora y productora de cine taiwanesa. Había sido aclamada como la novelista romántica más famosa de habla china y sus novelas han sido adaptadas en más de cien películas y series.

## Biografía
En 1949, su familia se trasladó a Taiwán, donde Chen asistió a la Escuela Primaria Experimental Afiliada de la Universidad de Taipéi y el instituto femenino municipal Zhongshan de Taipei. Tras suspender tres veces el examen de acceso a la universidad, se casó con el escritor Ma Senqing y se convirtió en ama de casa.
A los 18 años de edad, Chen se enamoró de su profesor de chino del instituto. Esta experiencia se convirtió en la base de su primera novela, Outside the Window, que se convirtió en una de sus obras más populares y lanzó su carrera como escritora.
Sus novelas se publicaron primero por entregas en la revista Crown Magazine, propiedad de Ping Hsin-tao, y luego como monografías en la editorial Crown Publishing, también propiedad de Ping, que más tarde se convertiría en su segundo marido.
Chen y su segundo marido, Ping, adaptaron muchas de sus novelas a series de televisión y películas, a menudo como productores o guionistas. Las adaptaciones cinematográficas de la década de 1970 solían contar con Brigitte Lin, Joan Lin, Charlie Chin y Chin Han, conocidos entonces colectivamente como las «Dos Lins y las Dos Chins». Sus novelas se han adaptado a más de cien películas y series de televisión.

## Recepción
Las novelas románticas de Chiung Yao fueron muy bien acogidas en Taiwán, y en la década de los noventa también era una de las autoras más vendidas en China continental. Desde entonces gozó de gran popularidad en todo el mundo de habla china. El público de Chiung Yao es predominantemente femenino, debido a su énfasis en los sentimientos de las mujeres jóvenes.
Sus novelas románticas y sus adaptaciones cinematográficas han sido criticadas por sus argumentos melodramáticos y sus diálogos prolijos.

## Vida personal y muerte
En 1959, se casó con Ma Senqing, también escritor. Después que se volvió famosa, comenzó a opacar la carrera de su esposo y esto desembocó en el divorcio de la pareja, en 1964.
En 1979, se casó con el publicista Ping Hsin-tao, que había tenido tres hijos con su primera mujer, Lin Wan-zhen. En 2018, Lin acusó en sus memorias a Chiung Yao de romper su matrimonio. En 2019, Ping falleció tras sufrir un derrame cerebral que lo mantuvo intubado por varios días.
El 4 de diciembre de 2024, Chiung fue hallada muerta con una nota de suicidio y carbón quemado en su residencia del distrito de Tamsui, Taipéi. Tenía 86 años de edad. En la nota reveló que deseaba evadir el sufrimiento tras el diagnóstico de una enfermedad.